# Yasemin Utku

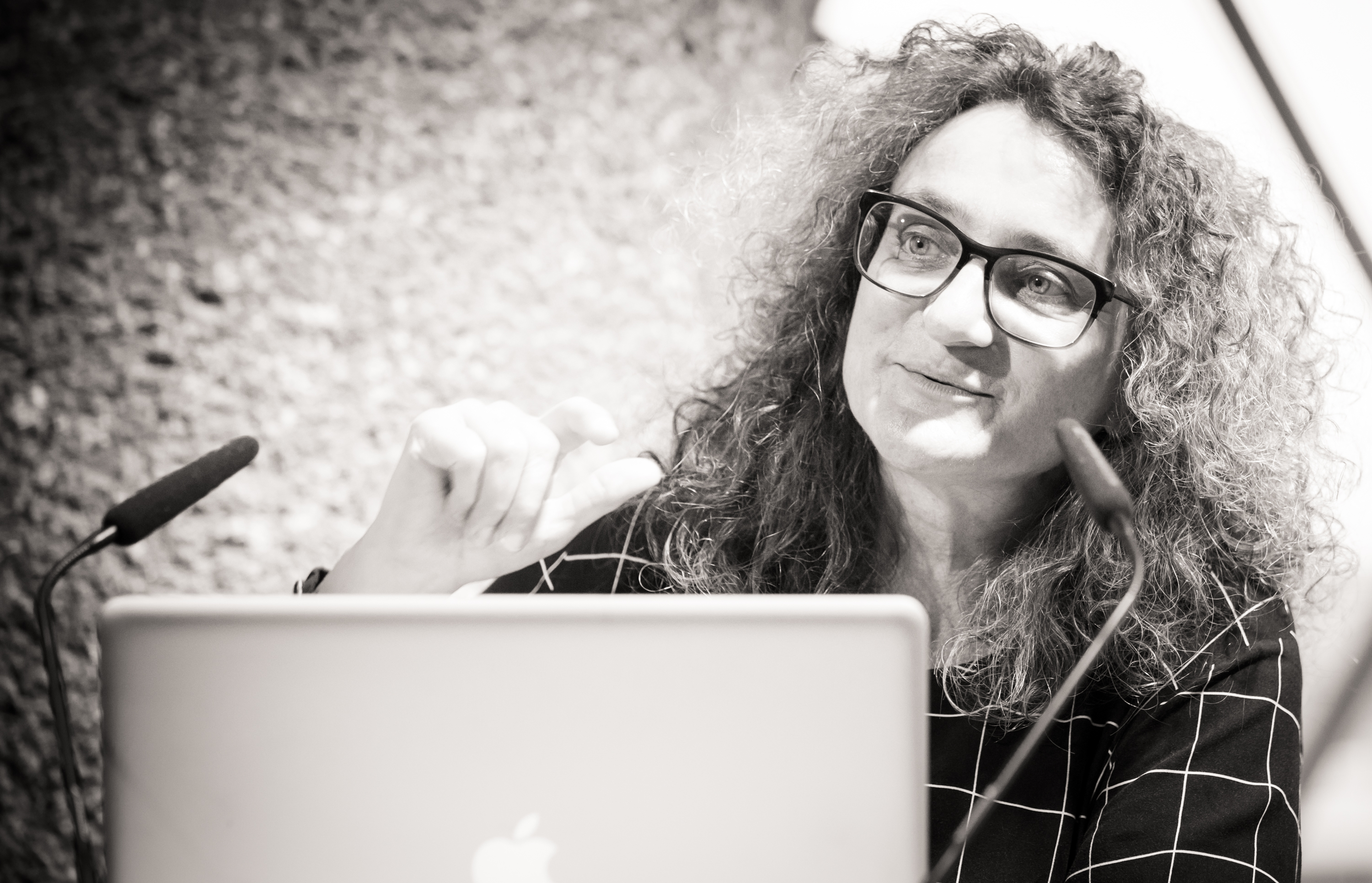
Yasemin Utku 2018

Yasemin Utku (* 1967 in Köln) ist eine Architektin und Raumplanerin sowie seit 2018 Professorin für Städtebau und Planungspraxis an der Technischen Hochschule Köln. In zahlreichen Aufsätzen und Publikationen sowie einer Reihe ihrer Forschungsprojekte befasst sie sich schwerpunktmäßig mit dem Strukturwandel in Nordrhein-Westfalen und mit städtebaulicher Denkmalpflege, zuletzt insbesondere die Nachkriegsmoderne betreffend.

## Leben
Aufgewachsen im rechtsrheinischen Köln, absolvierte Yasemin Utku von 1983 bis 1986 zunächst eine Ausbildung zur Floristin. Ab 1990 studierte sie Architektur an der FH Dortmund bis zum Diplomabschluss 1994. Nach einem Stipendiat am Bauhaus Dessau 1994 folgten Honorartätigkeiten und ab 1996 ein Studium der Raumplanung an der Universität Dortmund, das sie im Jahr 2000 mit einem Diplom beendete.
2003 bis 2009  war sie als wissenschaftliche Angestellte in Forschung und Lehre am Institut für Raumplanung der TU Dortmund tätig. Es folgten in den Jahren 2008 bis 2014 Lehraufträge in Architektur, Raumplanung und Städtebau an der RWTH Aachen, der TU Dortmund, bei der Bezirksregierung Köln, der Alanus Hochschule Alfter sowie an der TH Köln. Zwischen 2011 und 2013 hatte sie  eine Vertretungsprofessur für Städtebau und städtebauliches Entwerfen an der FH Dortmund im Fachbereich Architektur inne. Danach lehrte und forschte sie wieder an der TU Dortmund, Fakultät Raumplanung, Fachgebiet Städtebau, Stadtgestaltung und Bauleitplanung. Neben ihrer wissenschaftlichen Tätigkeit ist Utku von 2001 bis 2018 freiberuflich als Stadtplanerin und Architektin in  Dortmund tätig.
2018 wurde Yasemin Utku als Professorin an die TH Köln berufen.
Utku ist Gründungsmitglied der Fachgruppe Städtebauliche Denkmalpflege NRW sowie der Initiative ruhrmoderne e.V. und Mitglied in weiteren Ausschüssen und Gremien.

## Mitgliedschaften (Auswahl)
- Deutsche Akademie für Städtebau und Landesplanung (DASL),
- LAG NRW der Akademie für Raumforschung und Landesplanung (ARL)
- Initiative Ruhrmoderne
- Fachgruppe Städtebauliche Denkmalpflege NRW.

## Forschungsprojekte (Auswahl)
- 2017–2019: Big Beautiful Buildings. Als die Zukunft gebaut wurde. Architektur der 1950er bis 1970er Jahre im Ruhrgebiet; gefördert u. a. durch die Bundesrepublik Deutschland im Rahmen des Europäischen Kulturerbejahres 2018[5]
- 2017: Mit den Riesen auf Augenhöhe. Studie und Vortragsreihe, gefördert von der Landesinitiative StadtBauKultur NRW 2020[6]
- 2013–2017: Städtebau der Normalität, gefördert durch die Deutsche Forschungsgemeinschaft

## Publikationen
- mit Renate Kastorff-Viehmann: Stadtbaurat Hans Strobel, Dortmund. Verlag der Ruhr-Nachrichten, Dortmund 1998, ISBN 3-9800721-5-0.
- mit Ilka Mecklenbrauck, Carina Tamoschus: Gestaltungshandbuch Dahlhauser Heide. Hrsg.: Stadt Bochum, Die Oberbürgermeisterin, Baudezernat. Bochum 2011, ISBN 978-3-8093-0279-7.
- mit Stephan Gudewer: The Desert is Alive – Engagement in Aging Districts of Single-Family Housing : Four Examples from North-Rhine Westphalia. Hrsg.: Andreas Beilein, Yukihiro Kadono, Jan Polívka, Christa Reicher. Universitätsbibliothek Dortmund, Dortmund 2017, doi:10.17877/DE290R-17967 (Digitalisat via eldorado.tu-dortmund.de).
- Landesinitiative StadtBauKultur NRW 2020 (Hrsg.): Hausaufgaben. Bürgerschaftliches Engagement in alternden Einfamilienhausgebieten. Gelsenkirchen 2017, ISBN 978-3-939745-16-7 (Digitalisat via stadtbaukultur-nrw.de [PDF]).

### Aufsätze (Auswahl)
- Der Kult des großen Plans um 1910 – Gestaltung von Metropolregionen in historischer Perspektive. Tagungsbericht. In: Deutsches Institut für Urbanistik. (Hrsg.): Informationen zur modernen Stadtgeschichte (IMS). Band 1/2011. Berlin 2011.
- „Landschaften“ im Ruhrgebiet – Programme und Programmierungen. In: Renate Kastorff-Viehmann, Yasemin Utku, Regionalverband Ruhr (Hrsg.): Regionale Planung im Ruhrgebiet – von Robert Schmidt lernen? Klartext Verlag, Essen 2014, S. 137–150.
- Städtebauliche Denkmalpflege als Bestandteil einer integrierten Stadtentwicklung - "Vermittlung inklusive". In: Gudrun Escher, Magdalena Leyser-Droste, Walter Ollenik, Christa Reicher, Yasemin Utku (Hrsg.): Kulissenzauber - Stadtquartiere zukunftsfähig gestalten (= Beiträge zur Städtebaulichen Denkmalpflege. Nr. 5). Essen 2014, S. 116–121.
- Ein „Dritter Weg“ der Moderne im Ruhrgebiet. Die neue Industriestadt. Tagungsbericht. In: Institut für Urbanistik (Hrsg.): Informationen zur modernen Stadtgeschichte (IMS). Band 2/2015. Berlin 2015, S. 148–152.
- Wachstum und Ordnung. Regionale Planung für den Ruhrkohlenbezirk. In: Theo Deutinger, Philipp Oswalt, Timo Panzer (Hrsg.): Ruhrmoderne 1967–2017. Ein kurzer Sommer der Utopie. Merzig/Kassel 2018, S. 36–46.